# Alban Meha
Alban Meha (* 26. April 1986 in Titova Mitrovica, SFR Jugoslawien) ist ein kosovoalbanischer Fußballspieler.

## Karriere

### Vereine
Meha spielte in seiner Jugend beim TV Kemnat, SV Esslingen und schließlich zehn Jahre bei den Stuttgarter Kickers, mit deren Nachwuchsmannschaft er in der A-Junioren-Bundesliga spielte. Im Januar 2006 verließ er die Stuttgarter Kickers und spielte zunächst in der Verbandsliga Württemberg für den VfL Kirchheim/Teck, danach von 2007 bis 2010 beim SSV Reutlingen 05. Hier schoss er bereits zunehmend mehr Tore und nahm in der Südstaffel der Regionalligasaison 2009/10 den neunten Rang der Torschützenliste ein. 2010 wechselte er zum Ligakonkurrenten Eintracht Trier, für den er in 33 Punktspielen 15 Treffer erzielte und zweitbester Torschütze der Regionalliga West wurde. Zur Saison 2011/12 wechselte Meha zum Zweitligisten SC Paderborn 07. Nach dem Ende seiner dritten Spielzeit hatte er mit 12 Toren in 25 Punktspielen Anteil am erstmaligen Aufstieg seines Vereins in die Bundesliga 2014. Sein Debüt gab er am 27. September 2014 (6. Spieltag) bei der 1:2-Niederlage im Heimspiel gegen Borussia Mönchengladbach; sein erstes Bundesligator erzielte er am 2. November 2014 (10. Spieltag) beim 3:1-Sieg im Heimspiel gegen Hertha BSC mit dem Treffer zum Endstand in der 76. Minute. Seinen ersten Strafstoß in der Bundesliga verwandelte er am 14. Dezember 2014 (15. Spieltag) beim 1:1-Unentschieden im Auswärtsspiel gegen den VfL Wolfsburg zum Endstand in der 51. Minute.
Nach dem Abstieg des SC Paderborn wechselte Meha in die Türkei und unterschrieb einen Zweijahresvertrag bei Konyaspor. Bei den Zentralanatoliern etablierte er sich schnell zum Stammspieler und trug dazu bei, dass der Verein die Saison als Tabellendritter beendete und die bis dato beste Erstligaplatzierung der Vereinshistorie erreichte. Trotz dieser erfolgreichen Saison löste er im Sommer 2016 auf eigenen Wunsch seinen Vertrag vorzeitig auf und wechselte gegen eine Ablösesumme von 500.000 Euro zum saudi-arabischen Verein al-Nasr. Etwa drei Monate später kehrte er aber zu Konyaspor zurück, weil er bei al-Nasr nach Meinungsverschiedenheiten seinen Vertrag wieder aufgelöst hatte. Am 30. Juni 2017 endete der Vertrag in der Türkei und Meha war seitdem vereinslos. Am 24. Dezember 2017 gab dann der jordanische Erstligist al-Faisaly die Verpflichtung des Spielers bekannt. Nach einem halben Jahr in Jordanien, unterschrieb Meha am 24. Juli 2018 einen Einjahresvertrag beim saarländischen Regionalligisten SV Elversberg. Im April 2019 gab der hessische Oberligist KSV Hessen Kassel bekannt, dass Alban Meha ab der Saison 2019/20 für den KSV Hessen Kassel auflaufen wird. Dort war er zwei Spielzeiten aktiv, schoss in 56 Ligaspielen 17 Tore und stieg mit dem Verein in die Regionalliga Südwest auf. Anschließend war Meha über anderthalb Jahre vereinslos und kehrte dann im Januar 2023 wieder nach Kassel zurück. Seit der Winterpause 2024/25 spielt der Mittelfeldakteur nun für den Stadtrivalen CSC 03 Kassel und stieg mit ihm sechs Monate später in die Hessenliga auf.

### Nationalmannschaft
Alban Meha debütierte am 7. September 2012 im Qualifikationsspiel für die Weltmeisterschaft 2014 in der albanischen A-Nationalmannschaft, die in Tirana mit 3:1 gegen die Auswahl Zyperns gewann. Dabei gab er die Vorlage zum 1:0-Führungstreffer durch Armando Sadiku in der 36. Minute. Sein erstes Länderspieltor erzielte er am 26. März 2013 in Tirana beim 4:1-Sieg im Test-Länderspiel gegen die Auswahl Litauens, als ihm per Eckstoß das 1:0 in der 32. Minute gelang. Im Herbst 2016 spielte Meha dann noch zweimal in der neugegründeten Nationalmannschaft des Kosovos gegen Finnland (1:1) und die Ukraine (0:3).

## Erfolge
SV Eintracht Trier 05
- Rheinlandpokalsieger: 2011

SC Paderborn 07
- Vizemeister 2. Bundesliga und Aufstieg in die Bundesliga: 2013/14

Konyaspor
- Türkischer Pokalsieger: 2016/17